# Alfonso Tomas
Alfonso Tomas, nome d'arte di Alfonso Mostacci (Roma, 29 novembre 1928 – Roma, 2 ottobre 2005), è stato un attore italiano.

## Biografia
Nato a Trastevere e figlio di attori, il nome d'arte di Alfonso Tomas univa il suo nome di battesimo al cognome della madre, di origini spagnole. Intraprese la carriera di attore di varietà nel 1944 sotto la guida fra gli altri di Franco Vebari, Enrico Capozzi, Alfredo Adami ed ebbe grande fortuna come comico al Teatro Ambra Jovinelli di Roma, luogo al quale si legò professionalmente. Erede di un modo di fare teatro scherzoso e coinvolgente ma mai volgare, si legò sentimentalmente e professionalmente all'attrice ed ex ballerina Elettra Romani, con la quale formò nel 1959 un duo di avanspettacolo, che solo nel 1980 si costituì nel "Duo Tomas".
Dal 1970 iniziò ad interessarsi anche di cinema, comparendo nel suo primo ruolo davanti alla cinepresa in Ma chi t'ha dato la patente? con Franco Franchi e Ciccio Ingrassia. Divenne noto soprattutto per la recitazione in Vieni avanti cretino (1982), in cui interpreta il personaggio del dottor Tomas, un manager industriale affetto da vari tic. Recitò anche in altri film, sempre con ruoli comici come quello del cervellone elettronico vivente ne Il brigadiere Pasquale Zagaria ama la mamma e la polizia (1973), e di Rudy il cameriere in Pierino torna a scuola (1990).
È morto a 76 anni ed è sepolto a Roma nel cimitero del Verano.

## Filmografia

### Cinema
- Ma chi t'ha dato la patente?, regia di Nando Cicero (1970)
- Armiamoci e partite!, regia di Nando Cicero (1971)
- Continuavano a chiamarli... er più e er meno, regia di Giuseppe Orlandini (1972)
- Il gatto di Brooklyn aspirante detective, regia di Oscar Brazzi (1973)
- Ku-Fu? Dalla Sicilia con furore, regia di Nando Cicero (1973)
- Bella, ricca, lieve difetto fisico, cerca anima gemella, regia di Nando Cicero (1973)
- Il brigadiere Pasquale Zagaria ama la mamma e la polizia, regia di Luca Davan (1973)
- La dottoressa del distretto militare, regia di Nando Cicero (1976)
- Vieni avanti cretino, regia di Luciano Salce (1982)
- Paulo Roberto Cotechiño centravanti di sfondamento, regia di Nando Cicero (1983)
- Pierino torna a scuola, regia di Mariano Laurenti (1990)